# Razza (categorizzazione umana)

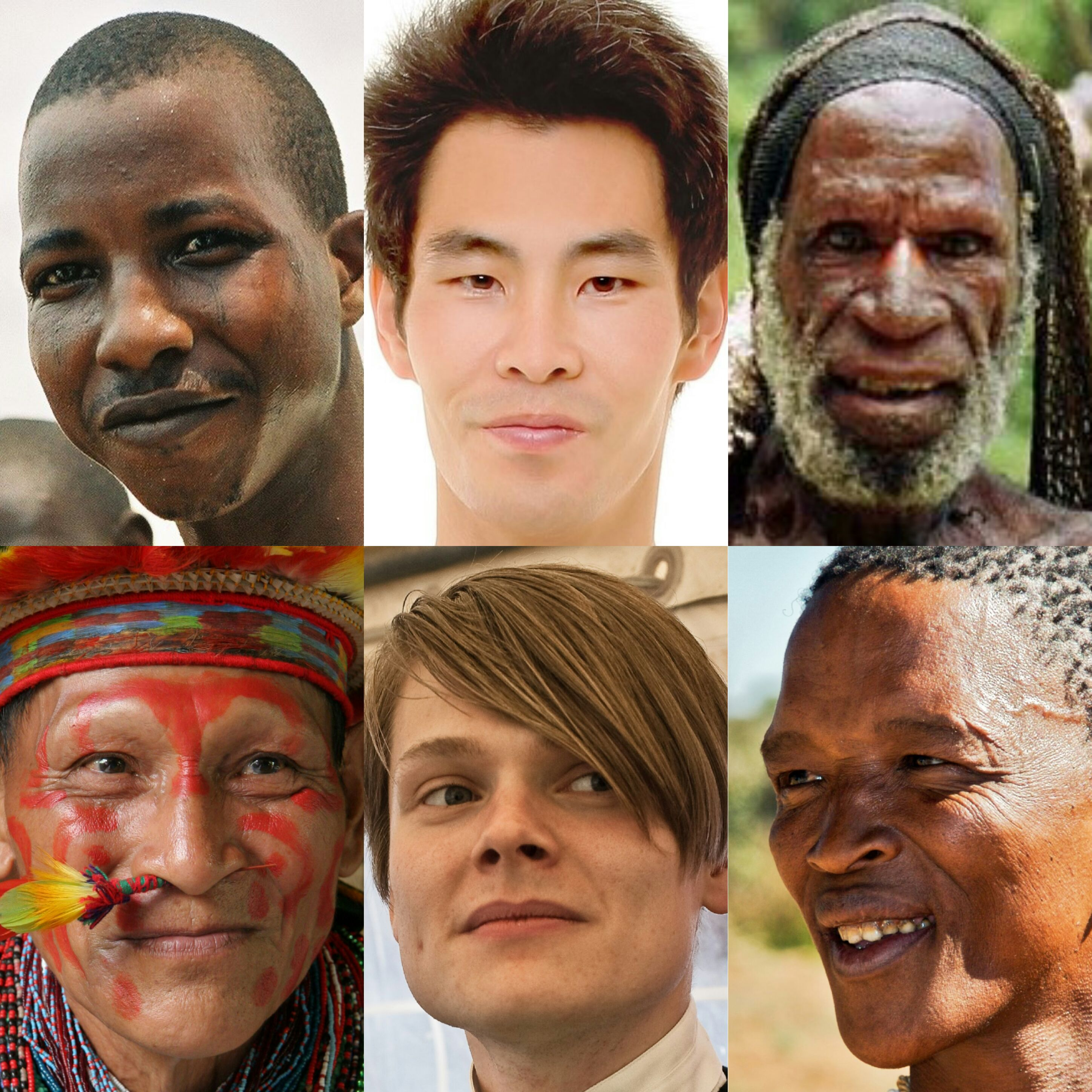
Caratteri morfologici differenti in sei individui umani (da sinistra in alto: hausa, asiatico, yali, sciamano amazzonico, islandese, san). Le screditate teorie razziali assumevano la morfologia a base delle proprie classificazioni, ma con risultati contraddittori, tanto da catalogare volta a volta un numero assai variabile di «razze» (da 3 a 107).

La razza è una categorizzazione degli esseri umani basata su presunte differenze fisiche o sociali, condivise in gruppi generalmente visti come distinti all'interno di una data società. La scienza moderna considera il concetto di razza come un costrutto antiscientifico, dal momento esso non ha alcun significato o motivazione biologica né genetica, e tende a impiegare piuttosto la nozione di etnia, basata su tratti storici e culturali condivisi da un determinato gruppo sociale. Il concetto di razza è stato tuttavia storicamente impiegato ed è il presupposto fondamentale per il razzismo, ovvero la convinzione che gli esseri umani possano essere divisi in base alla superiorità di una razza rispetto a un'altra.

## Panoramica
Anticamente in uso per riferirsi a coloro che parlavano un linguaggio comune e quindi per denotare affiliazioni di gruppi di persone caratterizzati da relazioni di parentela, a partire dal XVII secolo la classificazione per razze cominciò a fare riferimento alle caratteristiche fisiche (cioè fenotipiche), benché il termine venisse utilizzato in senso biologico e tassonomico a partire dal XIX secolo per denotare le differenze genetiche nella popolazione umana, definibile appunto per fenotipi. La scienza moderna riconosce il concetto di razza come un costrutto sociale, un'identità che viene assegnata in base a regole e concetti stabiliti dalla società. Seppur sia definita in parte da elementi fisico-biologici la razza non ha un significato inerentemente fisico e biologico. Il concetto di razza è alla base del razzismo ovvero la credenza etnocentrica che gli esseri umani possano essere suddivisi in gruppi razziali gerarchici basati sulla superiorità di una razza nei confronti di altre.
A partire dalla metà del XX secolo vari studi scientifici sulla genetica, hanno dimostrato che le diverse popolazioni della specie umana, non possono caratterizzare la razza basandosi esclusivamente sulla diversità genetica; essa infatti può essere molto simile anche all'interno della stessa popolazione e tra gruppi etnici diversi. Da questo periodo storico il concetto di razza è stato associato alle teorie ormai obsolete e smentite del razzismo scientifico il quale è divenuto un sistema pseudoscientifico di classificazione umana. Dal solo punto di vista genetico la specie umana è unica, mentre nella nozione più estesa del termine, le razze umane sono state caratterizzate da molteplici fattori.
Nel linguaggio comune, la razza identifica l'appartenenza degli esseri umani a determinati raggruppamenti in base ai loro tratti fisici, alla discendenza, alla genetica, o alle relazioni tra tali caratteristiche. È comunemente accettato che le categorie razziali siano dei costrutti sociali di uso comune pur non risultando concettualmente corrette e che dunque i gruppi razziali non possano essere definiti biologicamente.
Il concetto sociale di gruppi razziali è variato nel corso del tempo, coinvolgendo anche una forma di tassonomia popolare che definisce dei tipi essenziali degli individui basati sui tratti percepibili. Oggi gli scienziati considerano obsoleta questa forma di essenzialismo biologico così come le spiegazioni razziali per differenziazioni collettive sia per tratti fisici che comportamentali.
Dalla seconda metà del XX secolo l'associazione del concetto di razza con le ideologie sorte dal lavoro degli antropologi del XIX secolo ha portato a una problematicità nell'uso del termine razza e – seppur continuando a essere utilizzato in contesti generali – la parola razza è infatti spesso rimpiazzata con altri termini meno ambigui quali popolazione, popolo, etnia o comunità a seconda del contesto.
Ad ogni modo, il concetto di razza nella specie umana è implicitamente accettato e istituzionalizzato nella Dichiarazione universale dei diritti umani, ove l'articolo 2 recita: "Ad ogni individuo spettano tutti i diritti e tutte le libertà enunciate nella presente Dichiarazione, senza distinzione alcuna, per ragioni di razza, di colore, di sesso, di lingua, di religione, di opinione politica o di altro genere, di origine nazionale o sociale, di ricchezza, di nascita o di altra condizione". Analoga considerazione è tenuta da svariate legislazioni nazionali: ad esempio, l'articolo 3 della Costituzione della Repubblica Italiana recita: “Tutti i cittadini hanno pari dignità sociale e sono eguali davanti alla legge, senza distinzione di sesso, di razza, di lingua, di religione, di opinioni politiche, di condizioni personali e sociali”.

## Origini storiche della classificazione razziale

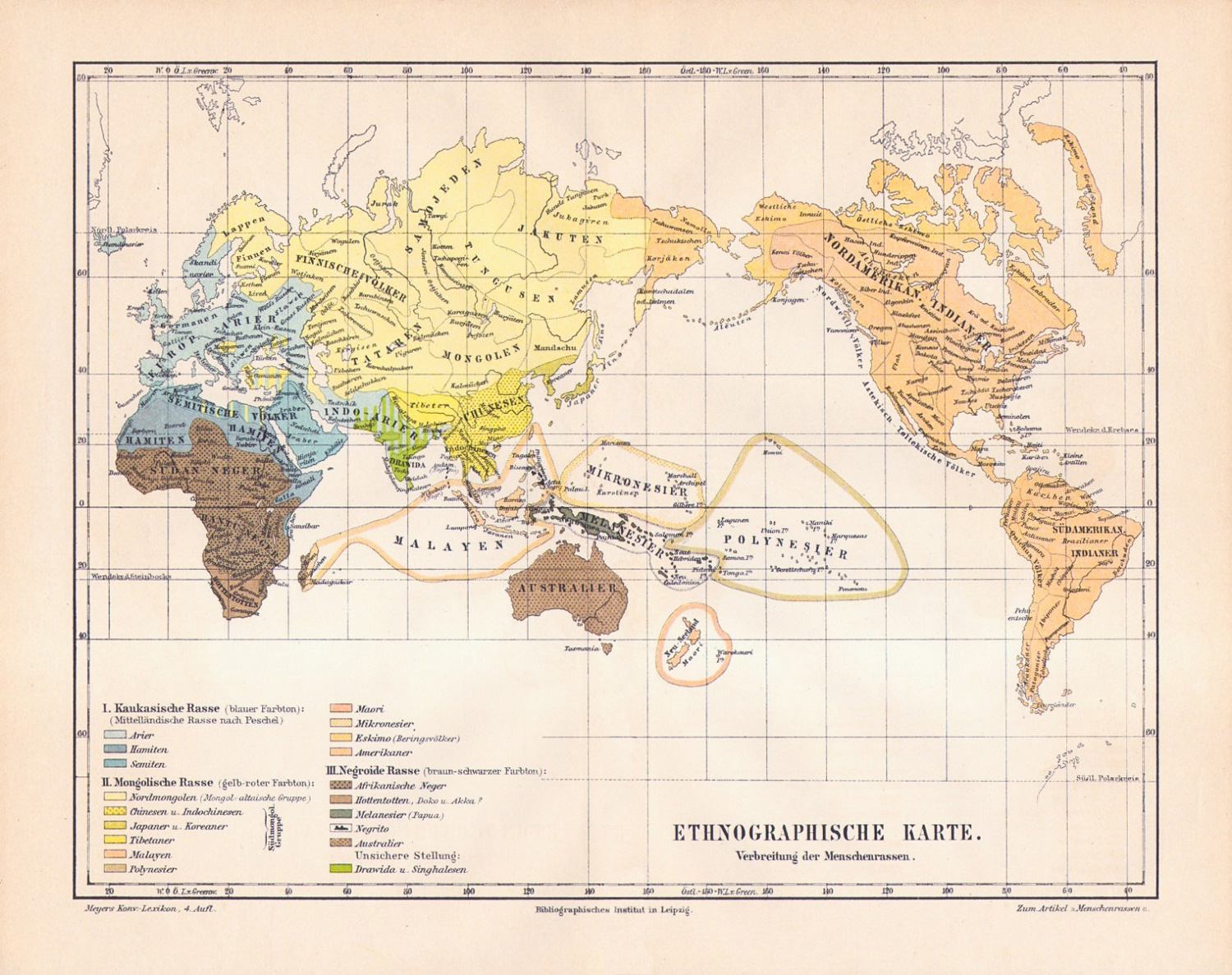
Le grandi razze del mondo secondo il Meyers Konversations-Lexikon del 1885–1890:
1. I sottotipi della razza mongoloide sono mostrati in giallo e in arancio, quelli della razza caucasoide in grigio chiaro e medio, mentre i toni verde acceso e ciano indicano arabi e indiani
2. La razza negroide è indicata in marrone
3. Dravidiani e cingalesi sono indicate col colore verde oliva e la loro classificazione è indicata come incerta
4. Le razze mongoloidi sono indicate tra l’altro come abitanti anche le Americhe, l'Asia settentrionale, l'Asia orientale, l'Asia sud-orientale, l'intero Artico e gran parte dell'Asia centrale e delle isole del Pacifico

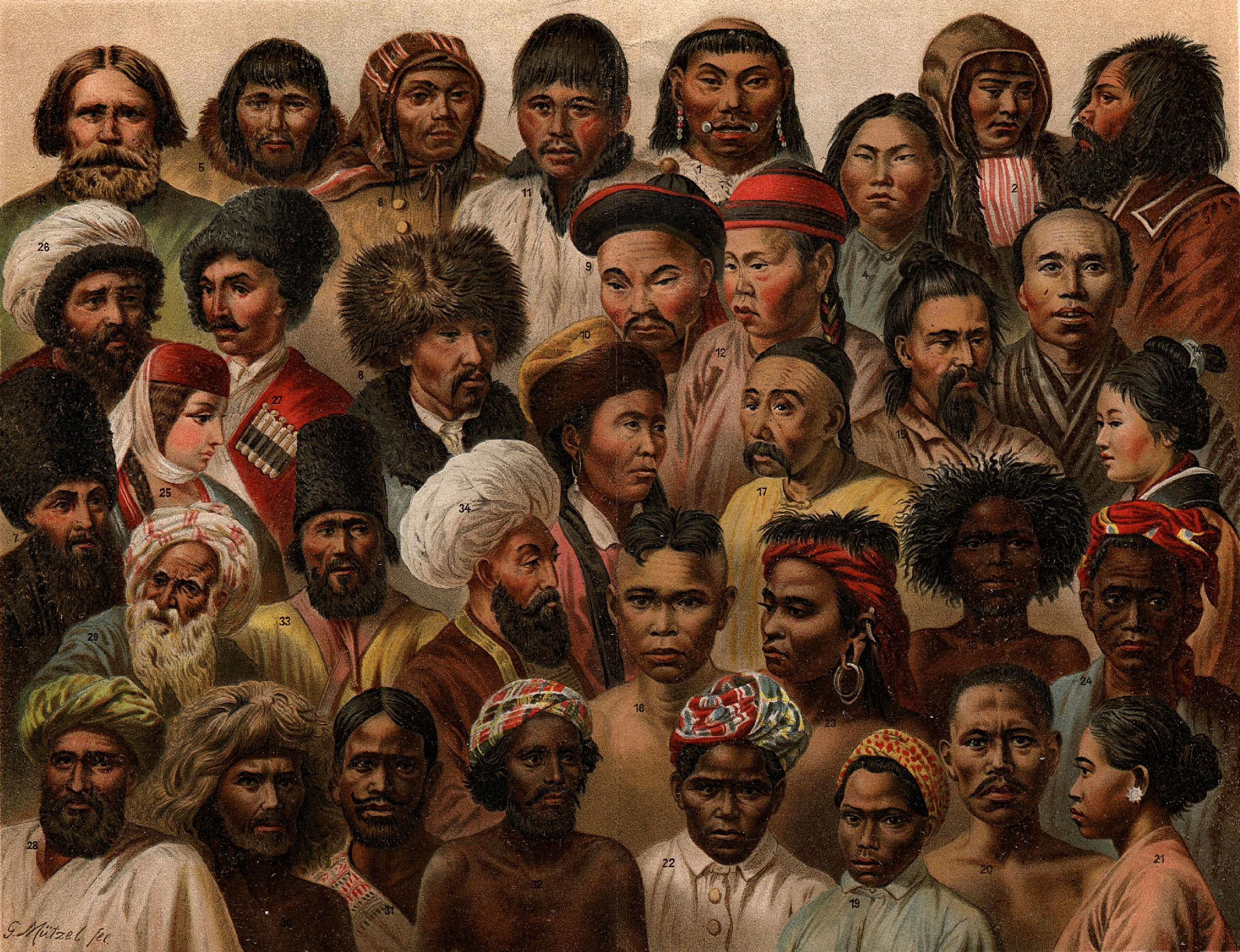
Le diversità razziali delle popolazioni dell'Asia nel Nordisk familjebok (1904)

Gruppi di uomini si sono sempre identificati come differenti e distinti da altri gruppi coi quali confinavano territorialmente, ma queste differenze sono state intese come naturali, mutabili e globali.

### Razza e colonialismo
Il concetto europeo di razza, assieme a tutte le ideologie ad esso associate, iniziò a farsi strada con la rivoluzione scientifica che introdusse gli studi sulla natura umana, oltre che con l'età del colonialismo europeo che stabilì relazioni politiche e commerciali tra gli europei e popoli con distinte tradizioni politiche e culturali. Quando gli europei incontrarono persone provenienti da differenti parti del mondo, discutevano naturalmente sulle differenze fisiche, sociali e culturali tra i vari gruppi umani. L’inizio della tratta atlantica degli schiavi che gradualmente portò ad un vero e proprio commercio schiavista su vasta scala, creò un ulteriore incentivo alla categorizzazione umana di modo da subordinare gli schiavi africani agli schiavisti. Già dall'età classica vi erano interazioni di questo tipo (ad esempio l'ostilità tra il popolo inglese e quello irlandese dato dalle forti differenze tra i due popoli) e gli europei iniziarono ben presto a classificare i vari gruppi sulla base del loro aspetto fisico, o ad attribuire a persone specifiche capacità o comportamenti come collegati all'aspetto. Una serie di credenze popolari collegava le differenze razziali anche con differenti eredità intellettuali, comportamentali e morali. Idee simili si sono poi sviluppate in tutte le culture, ad esempio in Cina dove il concetto di razza viene tradotto come la discendenza dall’Imperatore Giallo, discriminando quindi quanti non appartenessero a questo gruppo.

### I primi modelli tassonomici
La prima classificazione umana post-classica sembra essere quella operata da François Bernier nel suo Nouvelle division de la terre par les différents espèces ou races qui l'habitent ("Nuova divisione della Terra per differenti specie e razze che la abitano"), pubblicata nel 1684. Nel XVIII secolo le differenze tra i gruppi umani si focalizzò sempre più sulla ricerca scientifica dei fenotipi, ma essa spesso si confondeva con l’ideale razzista dell’innata predisposizione di differenti gruppi, spesso attribuendo caratteristiche positive ai bianchi, agli europei. La classificazione di Carl Linnaeus del 1735, inventore della tassonomia zoologica, divise per la prima volta la razza umana Homo sapiens in varietà continentali come europeus, asiaticus, americanus e afer, associandoli a differenti umori: sanguigno, melanconico, collerico e flemmatico rispettivamente. L'Homo sapiens europaeus venne descritto come attivo, intelligente e avventuroso, mentre l'Homo sapiens afer venne detto essere furbo, pigro e senza pietà. Nel 1775 il trattato The Natural Varieties of Mankind di Johann Friedrich Blumenbach proponeva cinque divisioni: la razza caucasoide, la razza mongoloide, la razza etiope (poi denominate Negroide per non essere confuse con la razza etiope vera e propria), la razza amerindia e quella malayana, ma non propose alcuna gerarchia tra queste razze. Blumenbach inoltre mostra come queste divisioni non siano in fondo così nette, ma vi siano delle compenetrazioni tra gruppi confinanti arrivando a sostenere che “una varietà umana passa così impercettibilmente nell'altra che non si possono descrivere alla fine i limiti tra le due".
Tra il XVII e il XIX secolo iniziarono a cercarsi anche spiegazioni scientifiche a queste differenze, lasciando così spazio alla cosiddetta "Ideologia della razza". Secondo questa ideologia le razze sono primordiali, naturali, permanenti e distinte. È stato anche suggerito nel corso della storia come specifici gruppi siano appunto un insieme di più gruppi a loro volta rimescolatisi, ma un attento studio può distinguere ancora oggi le razze ancestrali che si sono combinate per produrre questi gruppi misti. Altre classificazioni successive si sono avute grazie a Georges Buffon, Petrus Camper e Christoph Meiners, i quali contribuiscono alla classificazione dei "negri" come inferiori agli europei. Negli Stati Uniti d'America risultarono influenti le teorie razziali di Thomas Jefferson: egli riteneva che gli africani fossero inferiori ai bianchi in particolare per l'intelletto e per il naturale appetito sessuale, mentre tendeva a ritenere i nativi americani come egualitari nei confronti dei bianchi.

### Razza e poligenia
Nelle ultime due decadi del XVIII secolo si fece strada la teoria della poligenia, una credenza che le differenti razze si fossero evolute separatamente in ciascun continente senza antenati comuni, così come dissero lo storico inglese Edward Long e l'anatomista Charles White, oltre agli etnografi tedeschi Christoph Meiners e Georg Forster e il francese Julien-Joseph Virey. Negli Stati Uniti Samuel George Morton, Josiah Nott e Louis Agassiz promossero questa teoria a metà del XIX secolo. La poligenia fu uno dei fattori che portarono poi alla fondazione della Società Antropologica di Londra (1863) durante il periodo della guerra civile americana, opponendosi alla Società Etnologica di Londra, che era nota per le proprie simpatie abolizioniste.

## Il dibattito moderno

### Modelli dell’evoluzione umana
Gli umani sono classificati come appartenenti alla specie Homo sapiens, che tuttavia non è la prima specie di homininae: la prima specie di genere Homo, l'Homo habilis, venne teorizzata come evolutasi in Africa orientale almeno 2.000.000 di anni fa che riuscì a popolare l’Africa in tempi relativamente brevi. L'Homo erectus si pensa sia nato circa 1.800.000 anni fa e da 1.500.000 anni fa sia passato in Europa e in Asia. Virtualmente tutti gli antropologi sono concordi nel ritenere che l'Homo sapiens arcaico (un gruppo che include le specie Homo heidelbergensis, Homo rhodesiensis e Homo neanderthalensis) si sia evoluto dall'Homo erectus africano (sensu lato o Homo ergaster).
Gli antropologi ritengono che l'Homo sapiens si sia evoluto in Nord Africa o in Africa orientale direttamente dall'Homo heidelbergensis e che sia migrato dall'Africa e mischiato, rimpiazzandoli, Homo heidelbergensis e Homo neanderthalensis in Europa e in Asia e con l'Homo rhodesiensis nell'Africa sub-sahariana (una combinazione del moderno modello multiregionale).

### Classificazione biologica
All'inizio del XX secolo molti antropologi accettarono l'idea che le distinte razze fossero isomorfiche con distinzioni linguistiche, culturali e sociali, unendo a questo l'eugenetica e il cosiddetto razzismo scientifico. Dopo il programma eugenetico nazista l'essenzialismo razzista perse la propria rilevanza precedente e gli antropologi della razza si concentrarono quindi maggiormente sul concetto di fenotipo.
Il primo a mutare radicalmente il concetto di razza sul campo empirico fu l'antropologo Franz Boas, il quale mostrò l’evidenza della plasticità dei fenotipi sulla base di fattori comportamentali, seguito poi da Ashley Montagu che si occupò della parte genetica. E. O. Wilson quindi cambiò il concetto di prospettiva generale sistematica, rigettando il concetto di "razza" intesa come "sottospecie".
Secondo Jonathan Marks: Il termine "razza" in biologia è utilizzato oggi con cautela dal momento che esso può risultare ambiguo e generalmente è utilizzato come sinonimo di "sottospecie".. I genetisti della popolazione hanno dibattuto a lungo sul concetto anche di "popolazione" che può essere basato sul concetto di razza, popolazione che è oggi definita come un "gruppo di organismi della stessa specie che occupa un particolare spazio in un particolare tempo".

#### Differenze morfologiche delle popolazioni
Tradizionalmente le sottospecie sono viste come popolazioni differenti isolate e geneticamente differenti. Pertanto la "designazione delle sottospecie è utilizzata per indicare una microevoluzione delle differenze". Un'obiezione a questa idea è che non vi sono canoni specifici per le differenziazioni, pertanto ogni popolazione che presenti delle differenze biologiche può essere considerate una sottospecie, persino a livello della popolazione locale: Templeton comprese quindi che era necessario dare dei canoni per la designazione delle sottospecie e pertanto che era necessario raggiungere un considerevole livello di differenza per essere riconosciuta come sottospecie. Dean Amadon propose nel 1949 che le sottospecie fossero definite sulla base della loro differenza del 75% della popolazione, presentando dunque differenze e caratteri morfologici evidenti.
Nel 1978 Sewall Wright suggerì che le popolazioni umane che avessero vissuto a lungo separate dal resto delle parti del mondo fossero in generale considerate come sottospecie; Wright comprese inoltre come non fosse necessario disporre di affermati antropologi per dividere e classificare gli inglesi, gli africani e I cinesi con un'accuratezza del 100% sulla base del colore della pelle, del tipo dei capelli e altro.
Sull'altro fronte le sottospecie sono spesso facilmente osservabili nelle loro diversità a livello fisico, ma non vi è necessariamente un significato evolutivo in queste differenze e pertanto questa forma di classificazione è oggi meno accettata dai biologi evoluzionisti. Questo approccio tipologico alla razza è generalmente guardato con discredito sia dai biologi sia dagli antropologi.
Per la difficoltà nel classificare le sottospecie a livello morfologico, molti biologi hanno trovato il concetto troppo problematico, citando le seguenti problematiche:
- le differenze fisiche visibili non sempre sono collegate le une alle altre, portando così a differenti classificazioni per lo stesso organismo individuale;
- l'evoluzione parallela può portare all'esistenza di apparenti similitudini tra gruppi di organismi che non sono parti della stessa specie;
- le popolazioni isolate senza sottospecie precedentemente designate si sono trovate;
- i criteri di classificazione possono essere arbitrari se ignorano la variazione graduale nei tratti.

#### Popolazioni differenziate ancestralmente
La cladistica è un altro metodo di classificazione: un clade è un gruppo tassonomico di organismi aventi un medesimo antenato comune a tutti i discendenti di quel gruppo e ciascuna creatura riprodottasi per via sessuata ha due lignaggi immediati, uno paterno e uno materno. Se Linneo stabilì una tassonomia per gli organismi viventi basata su similitudine e differenze anatomiche, la cladistica ha cercato di stabilire una tassonomia, il cosiddetto albero filogenetico, basato su similitudini e differenze genetiche tentando anche di tracciare il processo di acquisizione delle diverse caratteristiche da parte degli organismi. Molti ricercatori hanno cercato di spiegare l'idea di razza equiparandola all'idea biologica di clade. Solitamente il DNA mitocondriale o cromosoma Y è utilizzato per studiare le antiche migrazioni umane. Per questo molti individui provenienti anche da continenti diversi rischiano di assomigliarsi molto più che altri viventi presenti nel medesimo ambiente.
Per gli antropologi Lieberman e Jackson (1995) vi sono comunque dei profondi problemi metodologici e concettuali nell'uso della cladistica per supportare il concetto di razza. Entrambi ritengono che "i sostenitori di questo modello molecolare e biochimico, usano esplicitamente delle categorie razziali nel loro raggruppamento iniziale". Ad esempio il grande e diversificato gruppo macroetnico degli indiani d’America, dei nordafricani e degli europei sono giudicati tutti come caucasici a prescindere dalle variazioni del loro DNA. Gli scienziati non discutono comunque sulla validità e l'importanza della ricerca cladistica, ma solo sul suo rapporto col concetto di razza.

### Punto di vista degli antropologi
Nel 2012 è stato condotto un sondaggio su un campione di 3286 partecipanti appartenenti alla American Anthropological Association, di cui il 82% composto da antropologi professionali e il 18% da studenti.
Il campione è composto da solo il 7.26% di studiosi di antropologia fisica e biologica, mentre il resto dei partecipanti è composto da antropologi culturali (37.28%), antropologi archeologici (12.36%), antropologi medici (8.49%), antropologi linguisti (3.90%) e altri. Nella tabella vengono espresse le opinioni degli antropologi professionali:
| Affermazione | Opinione del campione                |
| --- | ------------------------------------ |
| La popolazione umana può essere suddivisa in razze biologiche. | 86% è in disaccordo                  |
| Le categorie razziali sono determinate dalla biologia. | 89% è in disaccordo                  |
| Ci sono confini discreti di natura biologica tra le diverse razze.                                                                                                   | 93% è in disaccordo                  |
| Variabilità biologica esiste ma questa non è conforme ai pacchetti discreti definiti 'razze'.                                                                        | 89% è d'accordo                      |
| I confini tra le diverse razze sono completamente arbitrari e dipendono principalmente dalla volontà di chi classifica.                                              | 69% è d'accordo                      |
| Le popolazioni continentali - africani, asiatici ed europei - combaciano con le categorie razziali standard usate nelle classificazioni antropologiche.              | 73% è in disaccordo                  |
| Le categorie delle popolazioni continentali - africani, asiatici ed europei - sono utili per analizzare le relazioni genetiche (es. grado di parentela) tra persone. | 38% è in disaccordo, 33% è d'accordo |
| La razza - come definita nei censimenti del governo statunitense - è un utile indicatore della provenienza.                                                          | 73% è in disaccordo                  |
| C'è sovrapposizione nella distribuzione dei tratti fisici tra le razze.                                                                                              | 89% è d'accordo                      |
| Le differenze genetiche tra i gruppi razziali spiegano gran parte delle differenze biologiche tra individui di razze diverse.                                        | 72% è in disaccordo                  |
| Le differenze genetiche tra i gruppi razziali spiegano gran parte delle differenze comportamentali tra individui di razze diverse.                                   | 95% è in disaccordo                  |
| La maggior parte degli antropologi crede che gli umani possano essere suddivisi in razze biologiche.                                                                 | 85% è in disaccordo                  |
| La maggior parte degli antropologi crede che suddividere gli umani in categorie razziali non abbia basi biologiche.                                                  | 74% è d'accordo                      |
| La maggior parte degli antropologi crede che suddividere gli umani in categorie razziali non abbia basi genetiche.                                                   | 61% è d'accordo                      |
| L'uso del termine 'razza' andrebbe interrotto. | 71% è d'accordo                      |
| Il termine 'razza', usato per descrivere i gruppi umani, andrebbe sostituito con un termine più appropriato e preciso.                                               | 71% è d'accordo                      |
| La maggior parte delle varianti genetiche tra africani sub-sahariani, asiatici orientali, ed europei occidentali sono condivise.                                     | 67% è d'accordo                      |
| Le varianti genetiche comuni (es. alleli con una frequenza superiore al 5%) sono condivise tra africani sub-sahariani, asiatici orientali, ed europei occidentali.   | 66% è d'accordo                      |

Nello stesso sondaggio è poi stato chiesto il parere riguardo due affermazioni,  differenziando le risposte date da scienziati di antropologia fisica e biologica,  da altri antropologi, e differenziando tra le risposte degli antropologi con esperienza nella genetica ancestrale e senza.
Disaggregando le risposte secondo i gruppi citati, le risposte risultarono diverse:
| Affermazione                                            | Antropologi biologici | Antropologi non biologici | Antropologi con esperienza nella genetica ancestrale | Antropologi senza esperienza nella genetica ancestrale |
| Nessuna razza esiste né è mai esistita                  | 47% è d'accordo       | 53% è d'accordo           | 54% è d'accordo                                      | 49% è d'accordo                                        |
| La razza non ha nessun'influenza biologica sulla salute | 37% è d'accordo       | 50% è d'accordo           | 41% è d'accordo                                      | 51% è d'accordo                                        |

### Costrutti sociali
Come hanno evidenziato antropologi e altri studiosi del campo evoluzionista, oggi si tende a utilizzare il termine "popolazione" per parlare di differenze genetiche, anche se storici, antropologi culturali e altri scienziati sociali hanno riconcettualizzato il termine "razza" come una categoria culturale o un costrutto sociale, un modo cioè con cui le persone parlano di sé e degli altri.
Molti scienziati hanno rimpiazzato la parola razza con la parola "etnicità" per riferirsi a gruppi autoidentificatisi come tali basandosi sulla cultura, antenati comuni e storia. Accanto a problemi di natura empirica e concettuale con la "razza", dopo la seconda guerra mondiale si è generalmente ritenuto che essa sia stata sfruttata per giustificare discriminazioni, apartheid, schiavitù e genocidi. Questa questione ha avuto grande rilevanza negli anni sessanta negli Stati Uniti in concomitanza con l'esplodere delle teorie del movimento per i diritti civili e l'emergenza di numerosi movimenti anticoloniali nel mondo. Da quel momento si è iniziato a ritenere la razza come un costrutto sociale, un concetto cioè utilizzato unicamente a livello sociale e non più scientifico.
Craig Venter e Francis Collins del National Institute of Health hanno annunciato nel 2000 una mappatura del genoma umano. Analizzando i dati della mappatura del genoma Venter si è reso conto che le variazioni nelle specie umane sono nell'ordine dell'1–3%. Venter riporta a tal proposito che la "razza è un concetto sociale. Non uno scientifico. Non vi sarebbero linee chiaramente emergenti se comparassimo i genomi di ogni individuo sul pianeta. Quando cerchiamo di applicare la scienza a questi concetti, essa decade a prescindere".
Stephan Palmié disse che la razza "non è nient’altro che una relazione sociale"; o nelle parole di Katya Gibel Mevorach, "una metonimia, un'invenzione umana per differenziare gli uomini tra di loro senza che vi siano differenze biologiche fisse".
In studi futuri, fu mostrato che qualsiasi due esseri umani selezionati in maniera casuale avessero il 99,99% del DNA identico.

#### Il Brasile
| Antenati riportati dalle persone di Rio de Janeiro per razza o colore (sondaggio del 2000) | Antenati riportati dalle persone di Rio de Janeiro per razza o colore (sondaggio del 2000) | Antenati riportati dalle persone di Rio de Janeiro per razza o colore (sondaggio del 2000) | Antenati riportati dalle persone di Rio de Janeiro per razza o colore (sondaggio del 2000) |
| Antenati                                                                                   | brancos                                                                                    | pardos                                                                                     | pretos                                                                                     |
| ------------------------------------------------------------------------------------------ | ------------------------------------------------------------------------------------------ | ------------------------------------------------------------------------------------------ | ------------------------------------------------------------------------------------------ |
| Solo europei                                                                               | 48%                                                                                        | 6%                                                                                         | –                                                                                          |
| Solo africani                                                                              | –                                                                                          | 12%                                                                                        | 25%                                                                                        |
| Solo amerindi                                                                              | –                                                                                          | 2%                                                                                         | –                                                                                          |
| Africani ed europei                                                                        | 23%                                                                                        | 34%                                                                                        | 31%                                                                                        |
| Amerindi ed europei                                                                        | 14%                                                                                        | 6%                                                                                         | –                                                                                          |
| Africani e amerindi                                                                        | –                                                                                          | 4%                                                                                         | 9%                                                                                         |
| Africani, amerindi ed europei                                                              | 15%                                                                                        | 36%                                                                                        | 35%                                                                                        |
| Totale                                                                                     | 100%                                                                                       | 100%                                                                                       | 100%                                                                                       |
| Qualunque africano                                                                         | 38%                                                                                        | 86%                                                                                        | 100%                                                                                       |

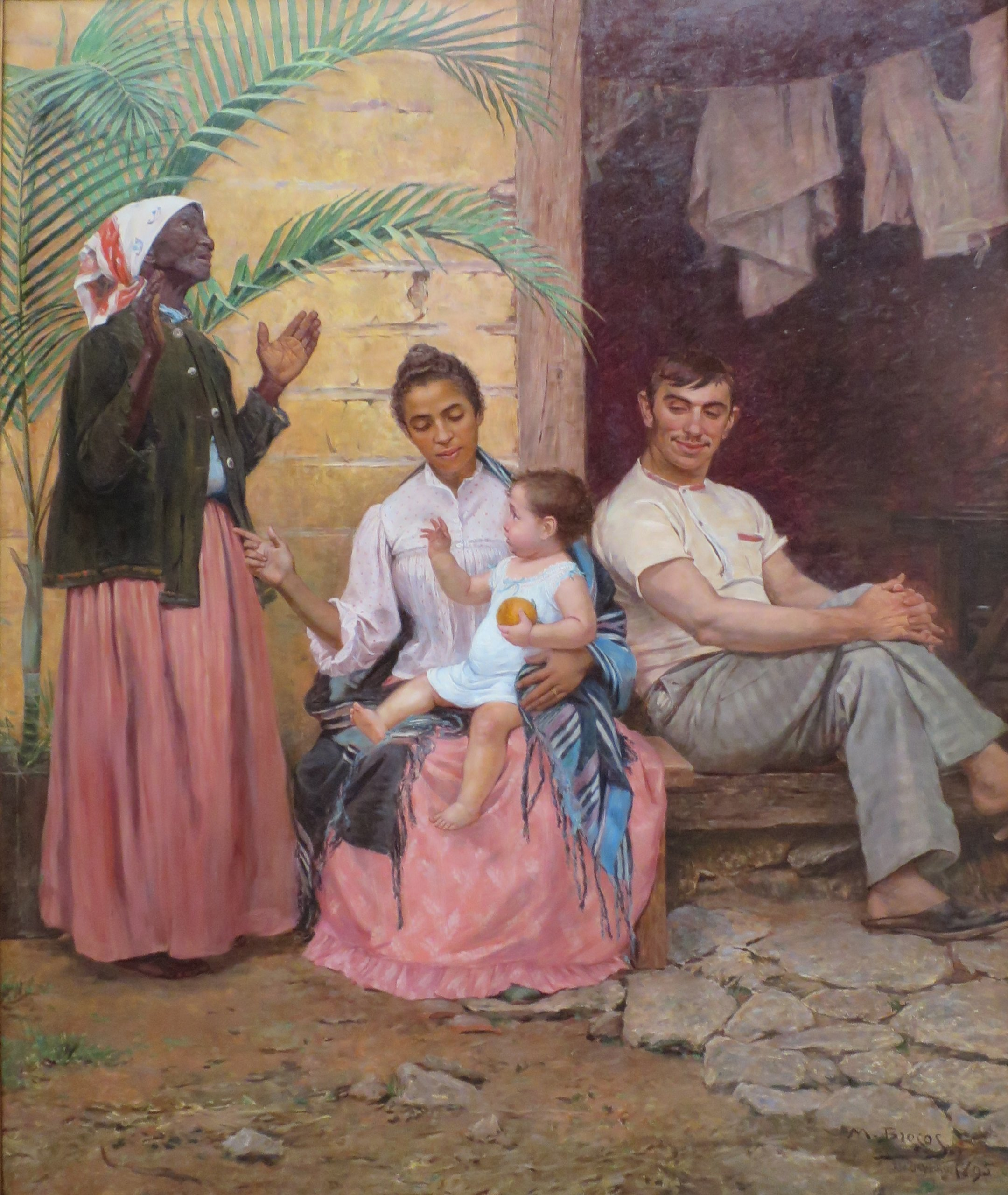
A Redenção de Cam (1895): i membri di una famiglia brasiliana del XIX secolo diventano sempre più "bianchi" ad ogni generazione

Se confrontato con gli Stati Uniti del XIX secolo, il Brasile del XX secolo è caratterizzato da una sostanziale assenza di gruppi razziali definiti. Secondo l'antropologo Marvin Harris, questo marker rifletterebbe una storia e differenti relazioni sociali all'interno di quella stessa società.
Sostanzialmente la razza in Brasile è stata "biologizzata" in un modo tale che riconoscere le differenze tra gli antenati, che determinano il genotipo e il fenotipo, è molto difficile. Ogni individuo, essendo spesso frutto di unioni miste a loro volta magari provenienti da unioni miste, ha infatti reso perlopiù impossibile mantenere uno schema di discendenza rigido, da estendere a tutti i parenti e creare così dei gruppi razziali differenti.
Sulla popolazione brasiliana infatti si possono contare una dozzina di categorie razziali che possono variare, come il colore degli occhi, la forma dei capelli, il colore della pelle e così via, in quanto nessuna categoria si è mai completamente isolata dalle altre. È necessario quindi studiare a fondo i vari genotipi e la loro evoluzione, perché non è detto che una persona considerata "bianca" non abbia avuto antenati "neri" e viceversa, come invece è chiaramente ravvisabile ad esempio tra gli europei. La complessità della classificazione razziale della popolazione brasiliana riflette gli intenti di misgenetica della società locale, una società che rimane altamente, ma non strettamente stratificata per colori, seppur con diverse eccezioni come il caso dei pardos, le persone "miste", che hanno iniziato a dichiararsi "bianche" o "nere" a seconda del loro stato sociale, divenendo quindi sempre più "bianche" man mano che il loro stato migliora socialmente.
La fluidità di queste categorie razziali e la "biologificazione" delle razze brasiliane è un caso particolarissimo che ha attirato gli studi di molti scienziati del settore. In molti test genetici realizzati la popolazione con meno del 60-65% di discendenza europea e col 5-10% di discendenza amerinda solitamente è indicate come afro-brasiliana.